# Підрозділ «Сармат»

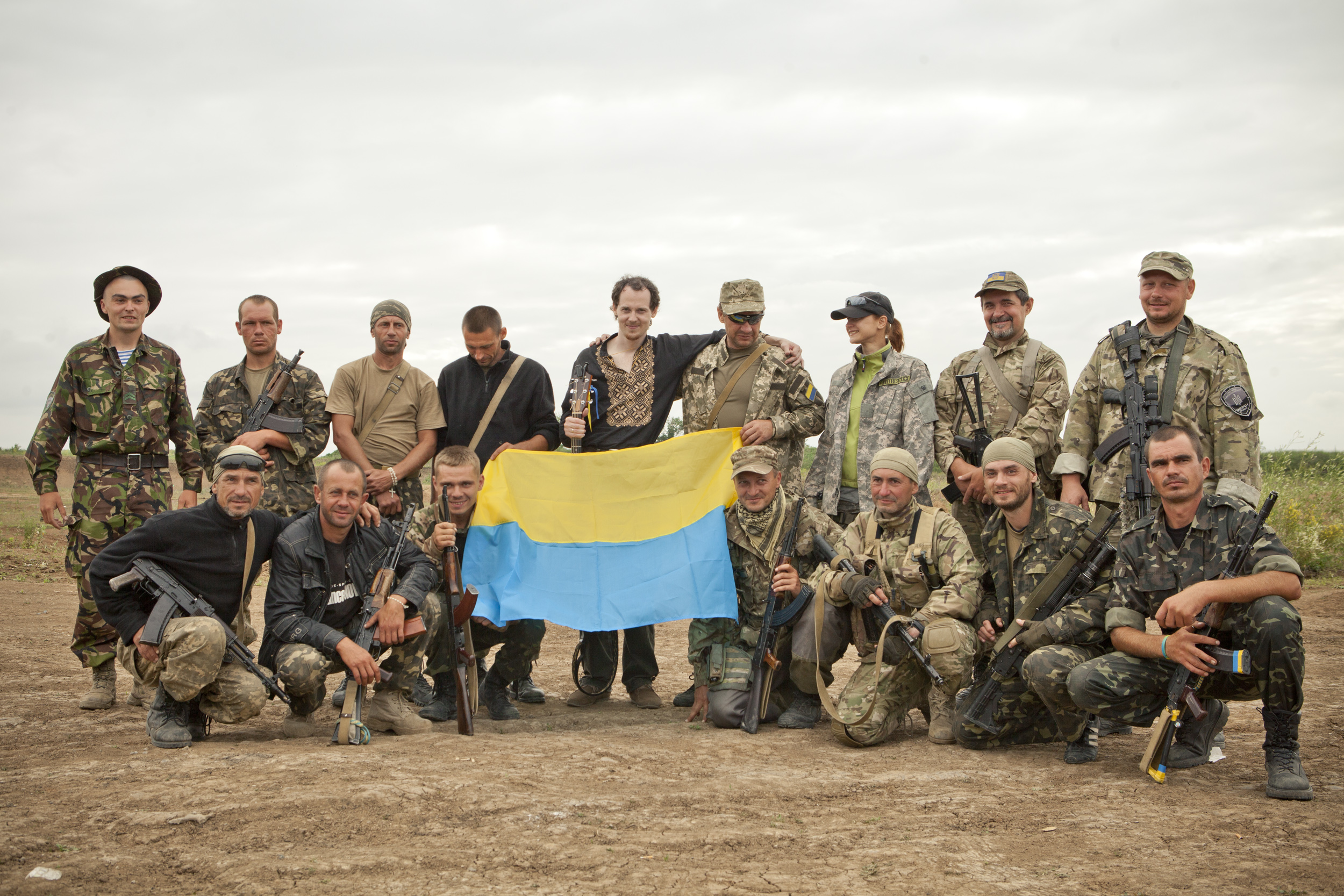
Добровольці підрозділу «Сармат» та лідер і засновник гурту «Тінь Сонця» Сергій Василюк на позиції «Берлога», червень 2015 р.

Підрозділ «Сармат» — український добровольчий підрозділ. Був створений з добровольців Дніпропетровської області у 2014 році, брав участь у боях війни на сході України.

### Історія
Командир «Сармату» вважає днем утворення підрозділу 26 січня 2014 — під час штурму громадянськими активістами та ультрас будівлі Дніпропетровської ОДА. До складу групи на початку увійшли три людини — Олександр Писаревський «Сіґурд», «Аріслав» та «Левко Писарчук». Власне, «Сарматом» він став після того, як до групи приєдналися «Раґнар» Вадим Ткалич (заступник командира по бойовій підготовці) та «Алярма» Руслан Білоненко (заступник командира по роботі з особовим складом і матеріально технічному забезпеченню), на той час «Аріслав» і «Левко» пішли добровольцями в ЗСУ, вийшовши з «Сармату».
Влітку 2015 року підрозділ «Сармат» зайняв нові позиції у районі смт Піски[ангажоване джерело], витіснивши противника з фронту у 2,5 км і глибиною 1 км. Підрозділ «Сармат» закріпився на нових позиціях, створивши укріплений опорний пункт «Дозор».
Станом на 2019 рік, за даними командира, підрозділ де-факто не існував. 4 бійці підписали контракт із ЗСУ, троє займалися національно-патріотичним вихованням молоді, організувавши КП «Патріот» при Дніпровській міській раді. Ще декілька бійців повернулися до мирного життя[ангажоване джерело] та через суд довели участь в бойових діях на Донбасі. Після отримання статусу учасників бойових дій командира та добровольців підрозділу було нагороджено державними нагородами  та відзнаками місцевого самоврядування.
29 грудня 2019 з метою увічнення бойового шляху маловідомого громадськості українського добровольчого підрозділу «Сармат» було створено документальну стрічку "Степові кентаври".
24 лютого 2022 більшість добровольців знову вдягнули камуфляж та стали на захист України, з того часу його бійці знаходяться на передовій. 

## Вшанування пам'яті
13 вересня 2022 в результаті підриву машини на вибуховому пристрої, виконуючи бойове завдання на Херсонському напрямку загинула доброволець підрозділу «Сармат» (2015-2016) Сімонова Ольга Сергіївна (позивний «Хельга»). 8 липня 2023 за особисту мужність і героїзм, виявлені у захисті державного суверенітету та територіальної цілісності України, самовіддане служіння Українському народові Сімонова Ольга Сергіївна отримала звання Герой України з удостоєнням ордена «Золота Зірка» (посмертно).

## Командування
- Командир підрозділу - Писаревський Олександр Олександрович «Сіґурд»[5]
- Заступник командира - Куліковський Ігор Євгенійович
- Заступник командира - Ткаліч Вадім «Рагнар»
- Заступник командира - Руслан Білоненко «Алярма»

### Відео
- Бійці підрозділу «Сармат» на полігоні на YouTube
- Інтерв'ю командира підрозділу «Сармат» на YouTube
- Вручение наград бойцам подразделения «Сармат» на YouTube
- «Сармат» бомбить сепарів під Пісками на YouTube
- поселок Пески Июль 2015 видео от хохлокарателей на YouTube
- Офіційний трейлер документального фільму про підрозділ "Сармат" на YouTube
- Незнані добровольці — степові кентаври з "Сармату" (документальна стрічка) на YouTube